# Partido de la Revolución Democrática

PRD:s partisymbol

Partido de la Revolución Democrática (PRD) är ett mexikanskt vänsterparti som bildades 1989. Internationellt tillhör partiet Socialistinternationalen (som ett av två mexikanska partier, tillsammans med PRI).
PRD har ett starkt fäste i Mexico City, där partiets kandidater vunnit borgmästarvalen sedan direktval infördes 1997.
Cuauhtémoc Cárdenas Solórzano var partiets kandidat i presidentvalen 1988, 1994 och 2000. I valen 2006 och 2012 var Andrés Manuel López Obrador partiets kandidat.